# إين راجاسار
إين راجاسار (بالإنجليزية: Enn Rajasaar)‏ (ولد في 8 نوفمبر 1961 في تارتو) وهو مهندس معماري إستوني بارز.
درس إين راجاسار في معهد الفن الحكومي التابع لجمعية استونيا للإصلاح الزراعي (أكاديمية الفنون الإستونية اليوم) في قسم الهندسة المعمارية. تخرج من المعهد في عام 1985.
من عام 1985 إلى عام 1990 عمل إين راجاسار في مكتب تالين بمكتب تصميمات السوفيت ترنسيزايوس. من عام 1990 عمل في المكتب المعماري جي في أر.
الجزء البارز من المشاريع التي قام بها راجاسار هي مباني سكنية متنوعة ومنازل عائلية. بالإضافة إلى ذلك شارك بنجاح في العديد من المسابقات المعمارية. يعتبر راجاسهو عضو في اتحاد المهندسين المعماريين الإستونيين.

## أعماله
- إعادة بناء مبنى سكني ، 2000
- السكن على النمط الدولي في تاباسالو ، 2002
- مبنى سكني في شارع وايزنبيرج، 2005
- مبنى سكني في شارع كوليري ، 2005
- مباني الشقق في شارع روهينالس اس ، 2006
- مبنى سكني مع مكاتب في شارع نارفا ، 2007
- سكن الصف في شارع سارغي ، 2008